# Dragan Malešević Tapi
Dragan Malešević Tapi (Beograd, 1949. – 2002.) srpski slikar fotorealizma. Po struci diplomirani ekonomist. 

## Život
Dragan Malešević Tapi rođen je u Beogradu 22. siječnja 1949. U ranoj mladosti počeo se baviti slikarstvom. Slikarska karijera Dragana Maleševića Tapija počela je u njegovoj sedmoj godini, u haustoru zgrade u Hilandarskoj 4. u Beogradu. Precrtavao je strip Tri ugursuza, koji mu je iz Politikine tiskare donosio otac, novinar, prije nego što bi se pojavio u prodaji. Karte za njegovu prvu „samostalnu izložbu“ u ovom ulazu koštale su pet dinara za djecu i deset za odrasle.
Do 1989. godine, živieo je u inozemstvu, u svjetskim metropolama: Milanu, Beču, Cambridgeu, Ženevi, Münchenu, na Bahamima…
Već 1985. svoja djela prvi put prikazuje javnosti na grupnoj izložbi u Rovinju, uz Miću Popovića i Olju Ivanjicki, gdje je izlagao narednih pet godina. Prodaja njegovih prvih slika u galeriji Prijeko u Dubrovniku 1987. biva presudan trenutak za njegovo slikarstvo. Svoju prvu sliku prodao je jednom turistu Nijemcu, za 8.000 maraka, iako je najprije za nju tražio 50.000 dolara. Od tada svoj život usmjerava u skladu sa svojim talentom. Poslije samo dvije godine časopis Art News uvrstio ga je među sedam najboljih hiperrealista svijeta.
Osamdesetih i devedesetih godina 20. stoljeća njegove slike izazivaju ogromnu medijsku pažnju, a slijede mnogobrojne samostalne kao i grupne izložbe diljem zemlje i inozemstva: SAD, Kuba, Belgija, Francuska, Engleska, Njemačka, Švicarska, Grčka, Cipar, Bugarska, Hrvatska, Crna Gora, Makedonija, Rusija, Kina, Japan. Slike mu se nalaze u brojnim privatnim kolekcijama kao što su kolekcije bivšeg predsjednika SAD-a, Georga Busha i Henryja Kissingera, pokojnog japanskog premijera Kakueija Tanake i mnogih drugih uglednih ličnosti diljem svijeta, ali i javnim zbirkama, među kojima je i zbirka Bijele kuće.
Godine 2000. imenovan je za počasnog građanina Georgije. Na veliku žalost svjetskog slikarstva i poštovatelja likovne kulture, iznenadna i prerana smrt umjetnika 29. listopada 2002. godine, spriječila ga je u izlaganju već ugovorenih izložbi u muzejima i galerijama kao što je muzej Guggenheim.

## Umjetnost
Dragan Malešević Tapi, smatra se vodećim predstavnikom hiperrealizma i magičnog realizma u srpskom slikarstvu. Neki likovni kritičari njegovo slikarstvo ocjenjuju kao eklektično i iluzionističko.
Slikao je ulja na platnu i drvetu, po uzoru i tehnici veoma sličnoj tehnici koju su razvili stari majstori, posebno Jan van Eyck i Salvador Dali.  Zahvaljujući ovoj specijalnoj tehnici podslikavanja, njegove slike su slike enormnog stupnja materijalizacije. Slikajući samo ono što se vidi, i to što jasnije, sačuvao je vedrinu duha i radost življenja, te ovo neki kritičari vide kao specifičnost Tapijevog ’’stila’’. Većina kritičara slaže se u tome da je Tapijevo slikarstvo izvedeno do tehničke savršenstva i da je Tapijev umjetnički jezik, univerzalno razumljiv likovnoj publici. 
Međutim, njegova djela obuhvatit će daleko širi spektar. Ova djela široj publici još uvijek nisu poznata u mjeri kao što je njegovo slikarstvo, ali važno je napomenuti da se u posljednjim godinama svoga umjetničkoga stvaranja bavio i kiparstvom.
Na njegovim slikama dominiraju scene iz svakodnevnog života, precizno, gotovo fotografski predstavljene. Slikao je pejzaže, žanr kompozicije, mrtve prirode, ženske aktove, pojedine slike s povijesnom, religioznom i socijalnom tematikom, kao i prizore s primjesama nadrealnog.
Tapija se smatra jednim od najpopularnijih i najprodavanijih srpskih slikara, a njegova djela prodavana su i za više stotina tisuća američkih dolara.
Tijekom svog života naslikao je stotinjak slika, među kojima su najpoznatije Polje sreće, Labudovi, Venezuela, 18. rupa, Garaža, Duh Tesle, povodom 50 godina od Tesline smrti, Anna Bach, Borba ćurana, Rodezija, Radost Bankrota (na omotu kompilacije Bijelog dugmeta Ima neka tajna veza (1994.)), Toplo-Hladno (na omotu kompilacije  The Best of Oliver Mandić, Žikin sastav (na omotu CD-a Muzika za filmove, Gorana Bregovića), Bliher, itd.

## Slobodno zidarstvo
U srpskoj javnosti, paralelno uz slikarski, pomno gradi i ugled najutjecajnijeg masona u zemlji. S istomišljenicima 1990. oživljava Veliku ložu Jugoslavije i postaje jedan od najvećih javnih propagatora masonske misli. Tapi je otišao na "Vječiti Istok" kao mason najvišeg, 33. stupnja Škotskog obreda i kao veliki zapovjednik Vrhovnog savjeta Srbije 1912. Nakon iznenadne smrti, u njegovu čast, Velika nacionalna loža Srbije formira novu ložu pod imenom Dragan Malešević Tapi.

## Samostalne izložbe
- 1989. Muzej u Boru
- 1991. Galerija Jugoslovenskih umetničkih dela, Beograd
- 1992. Galerija Sveti Stefan - Crna Gora; Galerija Panorama, Niš; Vojvođanski muzej, Novi Sad; Galerija Scottish Rite, Los Anđeles, SAD; Milošev dvor, Požarevac; Galerija Leonardo, Beograd;Kafe galerija ’’Dvorište’’, Beograd
- 1993. Herceg Novi; ICC Art Gallery Limasol, Kipar
- 1994. Hotel Vitoša, Sofija, Bugarska; Kulturni Centar Kotor; Kultuni centar Podgorica.
- 1995. Caffe Gallery, Kikinda; Galerija Renata, Sombor; Galerija Narodnog Fronta, Muzej Grada Beograda, Beograd.
- 1996. Izložba slike ’’E, moj narode!’’ u Jugoslovenskoj Galeriji Umetničkih Dela, Beograd; Narodno pozorište ’’Zoran Radmilović’’, Zaječar;
- 1997. Umetnička Galerija Ruski Dom, Beograd.
- 1999. Kulturni centar –Skoplje, Makedonija; Galerija Sveti Stefan - Crna Gora;
- 2001. Vojvođanski muzej u Novom Sadu; Galerija Sveti Stefan- Crna Gora

## Grupne izložbe
- 1986. Muzej u Rovinju
- 1987. Galerija Studio 57-Prijeko, Dubrovnik.
- 1989. Galerija Keith Green, Park Avenija, Njujork
- 1990. Galerija Leonardo, Beograd
- 1992. Galerija Rose, Beograd.
- 1994. Galerija ’’Picasso’’, Pančevo; ’’City’’ Galerija, Beograd.
- 1995. Galerija ’’Picasso’’, Pančevo.
- 1996. Galerija Jugoslovenskih umetničkih dela, Beograd; MSU Beograd, Izložba „Nikola Tesla“
- 1997. Paviljon Cvijeta Zuzorić, Beograd
- 2000. Jugoslovenska Galerija Umetničkih Dela, Beograd.

## Vanjske poveznice
- Službena internet prezentacija Dragana Maleševića Tapija  Arhivirana inačica izvorne stranice od 19. rujna 2019. (Wayback Machine)
- Profil na portalu Arte
- VNLS - Loža Dragan Malešević Tapi